# Santa Silvia (titre cardinalice)
Le titre cardinalice de Santa Silvia (Sainte Sylvie) est institué à l'occasion du consistoire du 21 février 2001 par le pape Jean-Paul II. Le titre est rattaché à l'église Santa Silvia qui se trouve dans le quartiere Portuense au Sud de Rome.

## Titulaires
- Janis Pujats (2001[1]-)

### Sources
- (it) Cet article est partiellement ou en totalité issu de l’article de Wikipédia en italien intitulé « Santa Silvia (titolo cardinalizio) » (voir la liste des auteurs).